# Slaves d'Asie Mineure
Les Slaves d'Asie Mineure sont les Slaves des régions balkaniques implantés en Asie Mineure au cours du Moyen Âge et notamment durant la période byzantine.

## Slaves de la période byzantine
La présence slave en Asie Mineure remonte au VIe siècle. Sous l'empereur Justinien (527-565), de nombreux soldats et officiers d’origine slave sont mentionnés parmi les troupes byzantines d'Asie Mineure.
Confrontés à l'installation massive des Slaves méridionaux dans les Balkans, où les Sklavinies (duchés slaves) échappaient peu à peu à l'autorité impériale et ne rapportaient pas de taxes (quand leurs voïvodes ne pillaient pas les alentours…) les empereurs byzantins s'efforcèrent de les transférer avec leurs familles en Orient et notamment en Asie Mineure. Par ailleurs, tant qu'ils restent païens (fidèles de Péroun, Domovoï, Korotchoun et des autres dieux slaves), les prisonniers slaves méridionaux alimentent le commerce byzantin d'esclaves. Ainsi, à la fin du VIIe siècle, l'empereur Justinien II fait déporter en Asie Mineure un grand nombre de familles slaves capturées en Thrace (100 à 250 000 personnes selon les sources) et les installe en Bithynie. 
Mais, initiée à la fois depuis Constantinople au sud (futurs Bulgares, Macédoslaves et Serbes), et depuis Rome à l’ouest (futurs Croates et Slovènes), l’évangélisation des Slaves du Sud va mettre un terme à l’esclavage : elle commence avec l’action de Cyrille et Méthode – le premier ayant apporté aux Slaves une écriture dérivée du grec : l’alphabet cyrillique. Les empereurs cherchent alors à attirer les voïvodes slaves et leurs guerriers en leur distribuant des terres en échange du service dans l’armée byzantine, mais loin des Balkans afin qu’ils ne soient pas tentés de se rebeller au profit des souverains serbes ou bulgares. Cela ne fonctionne pas toujours : au début des années 660, un contingent de 5 000 Slaves d’Asie Mineure recrutés par l'Empire byzantin pour lutter contre les Omeyyades décide en 665 de passer dans l'autre camp et de s'unir aux troupes d'Abd ar-Rahmân ibn Khalid, fils de Khalid ibn al-Walid ; selon Théophane, ces Slaves seront par la suite installés par les Arabes en Syrie, aux environs d'Apamée. À la fin du VIIe siècle, l'empereur Justinien II intègre par la suite 30 000 Slaves dans son armée mais en 692, lors d’une bataille contre les Arabes, 20 000 de ces Slaves passèrent à l’ennemi pendant le combat qui se termina en désastre pour l’armée byzantine ; selon Théophane, l’empereur en tira une vengeance exemplaire en faisant massacrer les 10 000 autres, avec femmes et enfants.
Vers la même période, des Serbes de la région de Vardar sont installés comme colons en Bithynie par l'empereur Constant II (641–668) ; ces Serbes auraient donné leur nom à la ville de Gordoservon (en serbe Srbograd, c'est-à-dire la « Ville des Serbes »). Plus tard, en 762, plus de 200 000 Slaves fuyant les Proto-Bulgares se réfugient dans l’Empire byzantin et seront à leur tour installés en Asie Mineure. L'empereur Constantin V (741–775) organisera leur implantation en Bithynie, sur les bords de la rivière Artanas (qui se jette dans la mer Noire non loin du Bosphore).
Au Xe siècle, les Slaves d’Asie Mineure étaient presque tous regroupés en Bithynie dans le thème d’Opsikion et leur territoire s’appelait Sclavisia (« Pays des Slaves »). Ces Slaves de Bithynie (Sklavesianoi) formaient toujours un groupe distinct et fournissaient notamment des matelots aux mahonnes de la marine byzantine. Sous le règne de Jean II Comnène (1118–1143), des colonies militaires serbes seront installées dans la région de Nicomédie.
Le Slave d'Asie Mineure le plus connu est un chef militaire byzantin prénommé Thomas qui se révolta dans les années 820 contre l’empereur Michel II.

## Slaves de la période ottomane et turque
Aux XIXe et XXe siècles, un certain nombre de Slaves islamisés durant la domination ottomane quitteront la péninsule balkanique pour la Turquie. Autour de 1900, des Bosniaques hostiles à l’Autriche-Hongrie qui occupe depuis 1878 la Bosnie et l’Herzégovine, émigreront en Turquie et s’installeront notamment dans le nord-ouest de l’Anatolie, à Bursa. Au cours du XXe siècle, un certain nombre de Pomaques hostiles notamment à la politique de bulgarisation forcée, quitteront la Bulgarie pour la Turquie. Ils s’installeront essentiellement en Thrace orientale mais des communautés moins importantes furent également implantées en Asie Mineure, notamment dans la province de Çanakkale et dans celle d’Eskişehir. En 2010, plus de 350 000 personnes d’origine pomaque étaient recensées en Turquie, essentiellement en Thrace orientale.
Selon une étude turque commandée en 2008 par le Conseil de sécurité nationale (Millî Güvenlik Kurulu), 2 000 000 de Turcs environ sont d’origine slave balkanique. Ils vivent principalement dans la région de Marmara, dans le nord-ouest de la Turquie, et sont aujourd'hui largement turquisés.